# Disley (Saskatchewan)
Disley est une communauté située dans la province de la Saskatchewan, dans le sud-est.